# آلکس رافائل مسچینی
آلکس رافائل مسچینی (به پرتغالی: Alex Raphael Meschini) هافبک اهل برزیل است که در شهر Cornélio Procópio و در تاریخ ۲۵ مارس ۱۹۸۲ به دنیا آمده‌است.
آلکس رافائل مسچینی در تیم‌های فوتبال Guarani ،باشگاه ورزشی اینترناسیونال،اسپارتاک مسکو،کورینتیانس، باشگاه ورزشی الغرافه و باشگاه ورزشی اینترناسیونال سابقهٔ حضور دارد. این بازیکن همچنین در سال، 2008 برای، تیم ملی فوتبال برزیل به میدان رفته‌است 